# Caye English
La Caye English  ou English Cay est la caye située à l'est de l'atoll Turneffe dans la mer des Caraïbes. Elle appartient administrativement au district de Belize. C'est l'une des 450 îles de la barrière de corail du Belize. 